# 営業税
営業税（えいぎょうぜい）とは、
- 広義においては、商工業者などの営業に対してかけられた租税を指す。
- 狭義においては、1878年－1948年に存在した日本の租税の1つ。1897年－1947年は国税（ただし付加税・小規模業者への課税などは一貫して地方税）、それ以外の時期は地方税であった。また1926年－1940年には国税の営業税は営業収益税（えいぎょうしゅえきぜい）と呼ばれていた。

## 概説
中世より商工業の発達した国々では商工業者に営業許可の代わりに課税を行う国が存在し、ビザンツ帝国や北宋（免行銭）などが存在した。日本においても酒屋役・土倉役などの役銭や江戸時代の小物成・運上金・冥加金などがこれに相応した。
明治維新になって株仲間は廃止されて既存の税制は廃止されたものの、代わりに「営業免許料」などの名目で徴収が行われた。
近代的な営業税は、「営業の自由」が確立された西欧で誕生し、1791年にフランスで、1810年にはドイツで営業税が導入された。

## 営業税 (日本)
1878年に定められた地方税規則によって府県に徴収される地方税として設置される。この時は営業税と雑種税に分けられ、会社・卸売業（第一種、最高税額15円）・仲買商（第二種、同10円）、小売商（第三種、同5円）の3種とこれに当てはめるのに不適切な運輸・飲食・サービス・娯楽などの業者には雑種税を業種ごとに定めたのである。最高税額規定は1880年には営業税は一律15円となり、2年後には廃止された。なお、この時大幅な整理が行われて商業と工業の2本立ての種別となっている。
だが、1896年に日清戦争後の財政膨張の対策として営業税を国税とすることとして、営業税法が3月28日公布され、翌年実施された。新しい営業税は資本金・売上高・従業員の給与総額に基づいた外形標準課税であり、資本金500円・売上高1,000円・従業員2名以上の業者に適用された。ただし、地方財政への打撃を抑えるために道府県や市町村が地方付加税を加算すること、課税基準を満たさない企業については地方税として従来の営業税（府県営業税）を賦課出来ることとされた。
ところが企業の経営実態を反映しない外形標準課税・比例税率を採用したこと、日露戦争時に税率を大幅に引き上げたまま、戦後も維持されたことから、商工会議所や小売業者などを中止に度々撤廃あるいは減税を求める運動（「営業税反対運動」）が発生した。特に新税施行の1897年、第一次護憲運動に伴って通行税・織物消費税とともに悪税として糾弾された1914年、両税委譲議論が本格化された1922年の3度の反対運動は大規模であった。1922年2月23日と1923年2月2日全国商業会所は、1923年2月4日全国商工業者大会は、営業税全廃を決議した。
この影響を受けて1926年に営業税法の替わりに営業収益税法が制定されて（3月27日公布）、営業税は営業収益税へと全面的に改訂される。これは営業純益が400円以上の営利法人と特定業種（適用を受ける19業種は、物品販売業、銀行業、無尽業、金銭貸付業、物品貸付業、製造業、運送業、倉庫業、請負業、印刷業、出版業、写真業、席貸業、旅人宿業、料理店業、周旋業、代理業、仲立業および問屋業。）の個人に対するもので、営業純益に従業員の所得税納付額を元に加減して税率は法人3.6％・個人2.8％（1931年の改訂後は法人2.8％・純利益1,000円以上の個人は2.6％・1,000円以下の個人は2.2％）とされた。1930年の統計では対象法人は3万6千（納付総額3千1百万円）、個人は73万（同2千4百万円）であった。
1940年に再度改正が行われて営業収益税は府県営業税を統合して国税として一括され名称も旧称である営業税に戻った。だが、仕組みそのものは営業収益税を引き継ぎ、また税収は目的税化されて国税でありながらその税収全額が徴収した府県に還付される府県還付税となった。なお、税率は営業純益の1.5％でこの他に従来どおり道府県・市町村による付加税が加算された。後に戦局悪化のために税率が引き上げられている（1944年2％、1945年2.5％）。
戦後の1947年に地方税として完全に都道府県に移譲されるとともに付加税が廃止され、税率は7.5％に大幅に引き上げられた。さらに1948年には、名称が事業税に変更された。
2年後の1950年に、シャウプ勧告に基づき、税制が大きく変更される。地方税制を定めた地方税法（昭和25年法律第226号）は事業税を全面的に改正し、道府県の普通税の中心に附加価値税を置いた。しかし、この附加価値税は実施が何回か延期された後、1954年の地方税法改正（昭和29年法律第95号「地方税法の一部を改正する法律」）で削除され、再び事業税が設置されることとなった。